# Provinz Boujdour

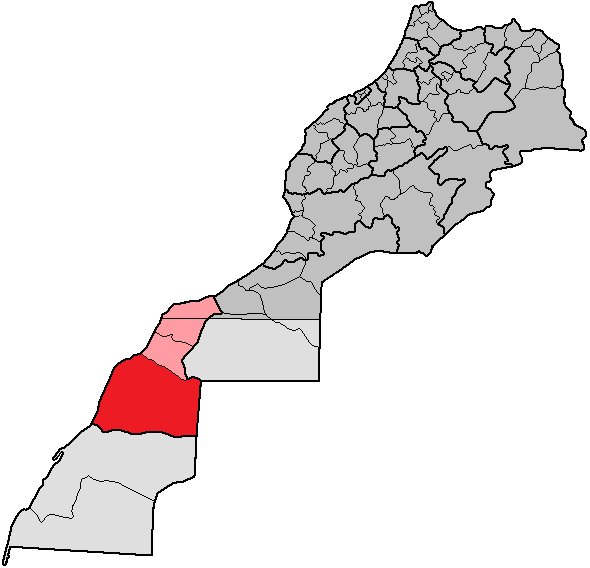
Provinz Boujdour in der ehemaligen Region Laâyoune-Boujdour-Sakia El Hamra

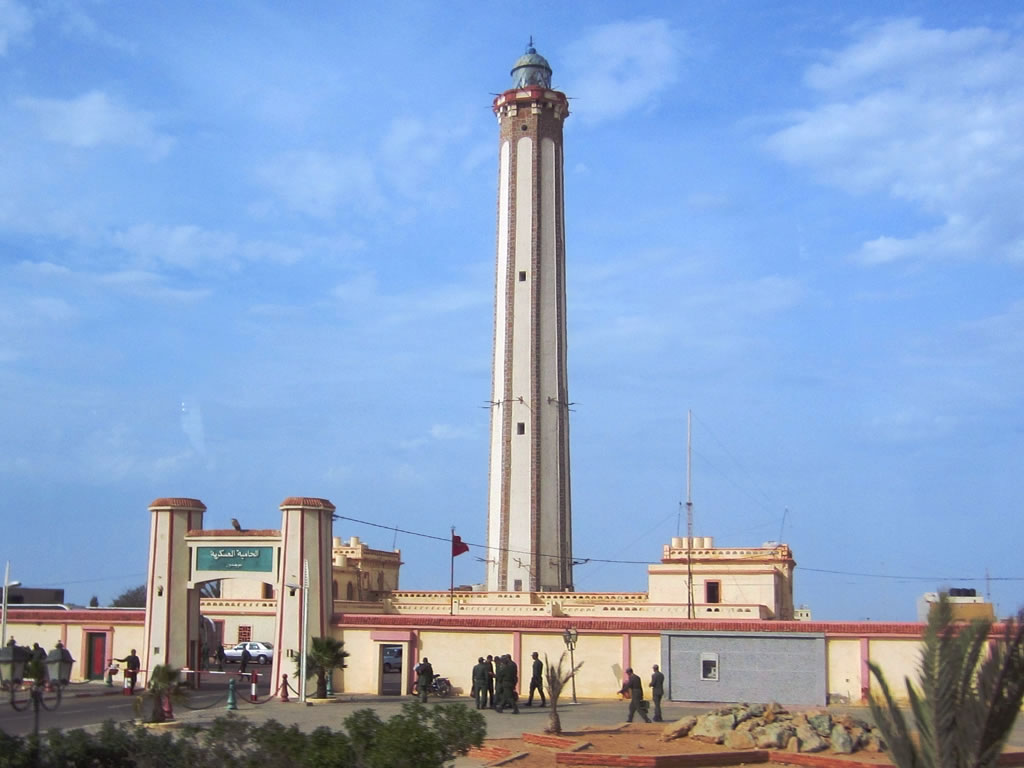
Leuchtturm und Militärkaserne in Boujdour

Die Provinz Boujdour oder in spanischer Schreibung Bojador (arabisch إقليم بوجْدور; Tamazight: ⵜⴰⵙⴳⴰ ⵏ ⴱⵓⵊⴹⵓⵕ) ist eine ca. 40.000 km² große Provinz des von Marokko besetzten und verwalteten Teils der Westsahara. Sie gehört seit 2015 zur Region Laâyoune-Sakia El Hamra und umfasst den zentralen Teil der Westsahara. Die gesamte Provinz hat nur 50.566 Einwohner (2014) und ist damit eine der bevölkerungsärmsten des Landes; Hauptstadt ist die Stadt Boujdour.

## Wirtschaft
Haupterwerbszweige der Bewohner waren jahrhundertelang der Fischfang und der Karawanenhandel; in der zweiten Hälfte des 20. Jahrhunderts ist der Tourismus hinzugekommen. Auch die Stationierung von Militäreinheiten nach der Besetzung durch Marokko bringt etwas Geld in die Provinz.

## Geschichte
Das Kap Bojador bildete zur Zeit der portugiesischen Entdeckungsfahrten eine wichtige Landmarke, die lange Zeit für unpassierbar gehalten wurde und erst im Jahr 1434 durch Gil Eanes überwunden werden konnte. Die Gegend wurde seit den 1880er Jahren von Spanien verwaltet (Spanisch-Sahara und Spanisch-Westafrika); in den Jahren 1975/76 zog Spanien seine hier stationierten Truppen ab – daraufhin besetzte Marokko die gesamte Region (Grüner Marsch).

## Orte
Nur die Stadt Boujdour ist als städtische Gemeinde (municipalité) eingestuft; die übrigen Orte gelten als Landgemeinden (communes rurales)
| Gemeinde        | Einwohner 1994 | Einwohner 2004 | Einwohner 2014 |
| --------------- | -------------- | -------------- | -------------- |
| Boujdour        | 15.167         | 36.843         | 42.651         |
| Gueltat Zemmour | 4.716          | 6.740          | 6.393          |
| Jraifia         | 1.294          | 1.385          | 950            |
| Lamssid         | 514            | 1.161          | 572            |
| Summen          | 21.691         | 46.129         | 50.566         |